# Elatostema petelotii
Elatostema petelotii är en nässelväxtart som beskrevs av François Gagnepain. Elatostema petelotii ingår i släktet Elatostema och familjen nässelväxter. Inga underarter finns listade i Catalogue of Life.